# تپه قلعه خرابه قارلق ۳۵ -K
تپه قلعه خرابه  ۳۵ -K مربوط به دوران پیش از تاریخ ایران باستان تا دوران‌های تاریخی پس از اسلام است و در شهرستان کنگاور، ر واقع شده و این اثر در تاریخ ۱۰ دی ۱۳۸۱ با شمارهٔ ثبت ۶۶۲۳ به‌عنوان یکی از آثار ملی ایران به ثبت رسیده است.